# Meng Suping
Meng Suping, född 17 juli 1989 i Ma'anshan, är en kinesisk tyngdlyftare.
Hon blev olympisk guldmedaljör i +75-kilosklassen i tyngdlyftning vid sommarspelen 2016 i Rio de Janeiro.